# Sébastien Thibault
 (septembre 2022).
Si vous disposez d'ouvrages ou d'articles de référence ou si vous connaissez des sites web de qualité traitant du thème abordé ici, merci de compléter l'article en donnant les références utiles à sa vérifiabilité et en les liant à la section « Notes et références ».
Sébastien Thibault (né le 25 juillet 1970 à Beaupréau) est un athlète français, spécialiste du 110 mètres haies.

## Biographie
Il se révèle en 1989 en remportant la médaille d'argent des championnats d'Europe juniors à Varaždin.
Il remporte le titre national du 110 mètres haies en 1997, et s'adjuge par ailleurs deux titres du 60 m haies en salle, en 1992 et 1995. Il participe aux Jeux olympiques de 1992 mais ne franchit pas le premier tour. 

### Palmarès
- Championnats de France d'athlétisme :
  - vainqueur du 110 m haies en 1997.
- Championnats de France d'athlétisme en salle :
  - vainqueur du 60 m haies en 1992 et 1995.
- Championnats d'Europe Juniors d'athlétisme :
  - Vice-champion d'Europe Juniors en 1989

### Records
| Épreuve     | Performance | Lieu          | Date         |
| ----------- | ----------- | ------------- | ------------ |
| 60 m haies  | 7 s 65      | Valence (ESP) | 1 mars 1998  |
| 110 m haies | 13 s 45     | Narbonne      | 28 juin 1992 |
| 400 m haies | 54 s 14     | Argentan      | 15 juin 2001 |